# Карейша, Сергей Демьянович
Сергей Демьянович Карейша (1854—1934) — русский инженер-путеец.

## Биография
Родился 7 февраля 1854 года в селе Сухорабовка Хорольского уезда Полтавской губернии в семье помещика и археолога Д. В. Карейши и Анны Сергеевны Магденко, урождённой Голенищевой-Кутузовой.
Окончил с золотой медалью одесскую Ришельевскую гимназию, в 1877 году — Петербургский институт инженеров путей сообщения. Служил на инженерных должностях на Юго-Западной, Московско-Ярославской и Московско-Казанской железных дорогах.
Работу на инженерных должностях на железной дороге совмещал с научной деятельностью. В 1895 году защитил диссертацию «О централизации управления стрелками и сигналами» и назначен штатным адъюнктом Института инженеров путей сообщения; в 1896 году был избран профессором кафедры «Железные дороги»; в 1911—1918 годах был директором института. По его предложению в институте начато изучение предметов: железобетонные конструкции и мосты; воздухоплавание; электрические двигатели; автомобильное дело. При нём была построена шестиэтажная библиотека с тремя читальными залами.
Также, с 1897 года служил в Министерстве путей сообщения Российской империи; в 1902 году был назначен заместителем управляющего отделения эксплуатации железных дорог. Был членом механико-строительного отдела Киевского отделения Русского технического общества.
В 1885—1916 годах составил картотеку научной литературы по железнодорожному делу.
В 1920 году был назначен деканом факультета сухопутных сообщений Института инженеров путей сообщения. В 1925-1929 годах преподавал в строительном техникуме, в 1927—1934 годах — в электротехническом институте.
Умер в 1934 году и был похоронен на Новодевичьем кладбище в Ленинграде.

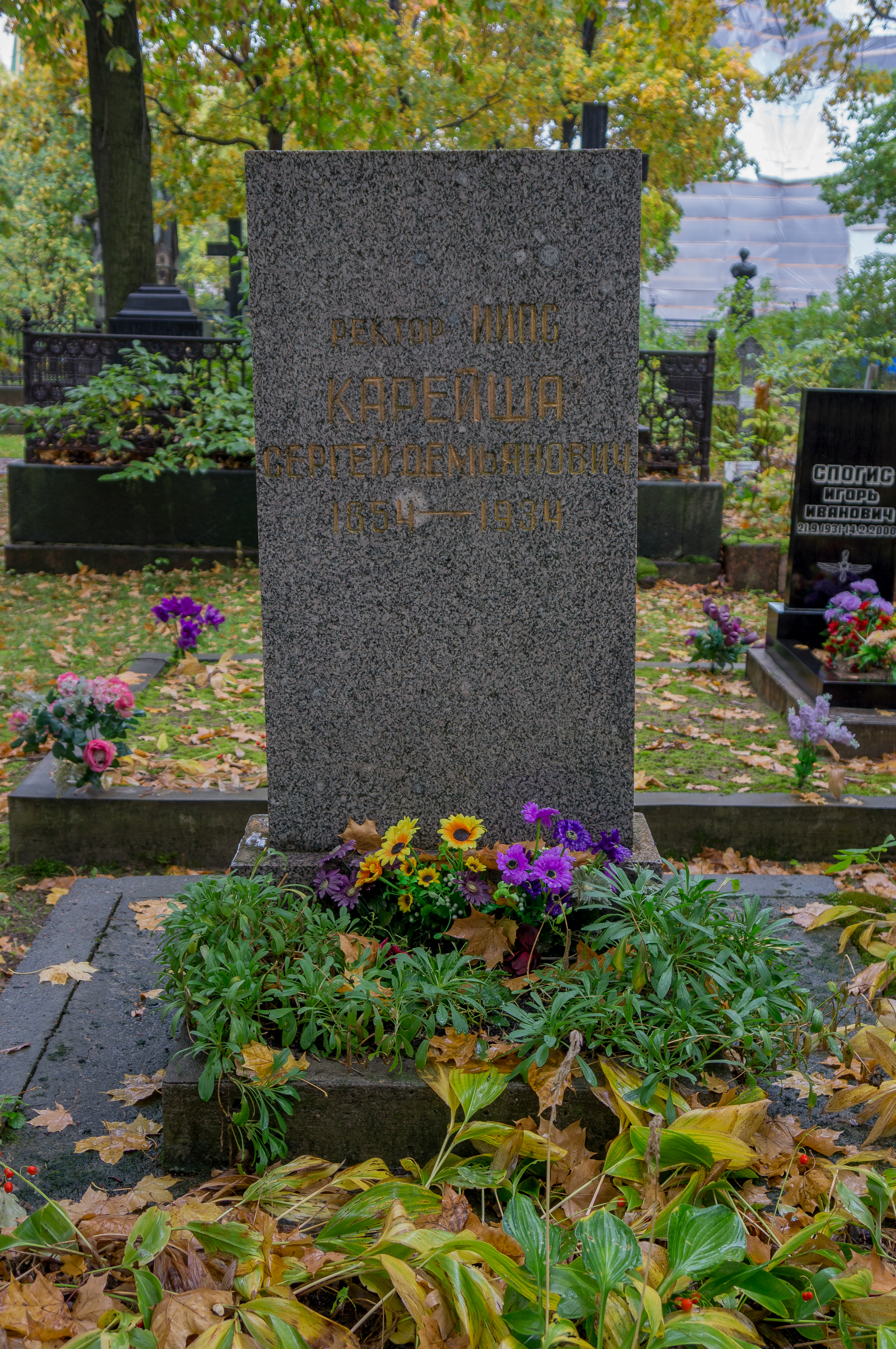
Могила С. Д. Карейши.